# هنری لی لوکاس
هنری لی لوکاس (به انگلیسی: Henry Lee Lucas) قاتل زنجیره‌ای آمریکایی که برای چندین سال در اواسط دهه ۸۰ لقب «منفورترین زندانی» را در بند اعدامیان از آن خود کرده بود.

## زندگینامه
هنری لی لوکاس در ۲۳ اوت سال ۱۹۳۶ در حومه ویرجینیا نزدیک شهرکی به نام بلکسبرگ به دنیا آمد. وی به همراه خانواده‌اش در دو اتاق زندگی می‌کرد. والدین وی به مشروب خواری معروف بودند و ویولا مادر وی خانواده را با شلاق اداره و غالباً فرزندانش را مجبور به کار کردن می‌کرد.
اندرسون پدر هنری روزی در حال مستی در حادثه‌ای به زیر قطار می‌رود و پاهایش را از دست می‌دهد. پس از آن اندرسون در یک گوشه از خیابان به روی زمین می‌نشست و خودکار می‌فروخت، در حالی که ویولا برای کسب درآمد بلیت فروشی می‌کرد.
لوکاس هشت برادر و خواهر داشت که بسیاری از آنها طی سالها مجبور شدند به مراکز نگهداری از کودکان، خانه بستگان و منازل مردم بروند. ویولا به دلایلی هنری را پیش خود نگه داشت. وی غالباً هنری را کتک می‌زد و پدرش هم از این امر بی نصیب نمی‌ماند. اندرسون که از دیدن این صحنه‌ها آزرده شده بود، شبی را در هوای سرد در خارج از خانه سپری کرد که به بیماری مهلک ذات الریه مبتلا شد.
لوکاس هنگامی که در سال ۱۹۴۳ وارد مدرسه شد، ویولا وی را با لباسی نامرتب و همواره بدون کفش به مدرسه می‌فرستاد. یک روز لوکاس در حالی به خانه بازگشت که کفشهایی را به پا داشت که معلمش به وی هدیه داده بود و این امر سبب شد از ویولا کتک سختی بخورد.
گفته می‌شود وی در دوران نوجوانی با برادر ناتنی خود رفتار خوبی نداشته و گلوی حیوانات را با چاقو می‌برید. در ۱۷ سالگی یکی از برادران لوکاس به طور اتفاقی با چاقو به چشم وی زد. وی چندین روز با چشم آسیب دیده در خانه ماند تا اینکه کسی وی را به دکتر برد و پزشک چشم وی را در آورد و گلوله‌ای شیشه‌ای جای آن گذاشت.
او مادرش را نیز با سنگدلی تمام به قتل رساند. با این حال، لقب وی نه به خاطر ارتکاب سه قتل، بلکه به خاطر این بود که در صدها فقره قتل دیگر دست داشت؛ مردی خونسرد که افکار شیطانی در سر می‌پروراند.
لوکاس در سال ۱۹۸۴ به مرگ محکوم شد و البته محکومیت وی به خاطر قتل مادر خود در سال ۱۹۶۰ یا اذیت و آزار و قتل کیت ریچ ۸۲ ساله اهل تگزاس یا حتی قتل و مثله کردن بکی پاول دوست دختر خود در سال ۱۹۸۲ نبود. برعکس وی به خاطر تجاوز و قتل زنی ملقب به «جوراب نارنجی» در سال ۱۹۷۹ به مرگ محکوم شد که ظاهراً هیچ‌گاه با وی دیداری نداشته است.
لوکاس پس از آنکه ۱۰ سال را به دلیل قتل مادر خود در زندان سپری کرد، مورد عفو مشروط قرار گرفت و دوباره قتلی دیگر مرتکب شد.
در جریان دومین محاکمه در سال ۱۹۸۳ به اتهام قتل، لوکاس با اظهاراتش دادگاه را شوکه کرد؛ زیرا نه تنها اعتراف کرد ریچ را کشته، بلکه اعلام کرد بیش از ۱۰۰ نفر دیگر را نیز به کام مرگ فرستاده است.
در پی اعترافات لوکاس، کارآگاهان و مأموران تحقیق از ۱۹ ایالت برای بازجویی از وی به صف شدند؛ در حالی که تیمی ضربتی برای کمک به قضات ۲۴ ساعته مشغول فعالیت بودند تا پرونده ۶۰۰ قتلی را که ممکن بود لوکاس سرانجام بر عهده بگیرد، حل کنند.
نگرش کلی لوکاس در بازجویی که در زندان انجام داد، این گونه بود: «من هیچ احساسی در کشتن دیگران نداشتم. برای من کشتن مثل نوشیدن یک لیوان آب بود.» در حالی که لوکاس یکی پس از دیگری به قتلها اعتراف می‌کرد، ۲۰۰ پرونده قتل مختومه اعلام شد، در حالی که قاتلان واقعی از این امر خوشحال به نظر می‌رسیدند. چه عاملی باعث شد که این همه کارآگاهان ورزیده بارها با اعترافات لوکاس فریب بخورند؟ ولدون لوکاس، کلانتر دنتون کانتی تگزاس یک بار این گونه گفته بود: «لوکاس می‌تواند به هر بازپرسی بقبولاند که حرفهایش را بپذیرد.»
لوکاس در صدها فقره قتل دیگر دست داشت. او طی بازجوییها به قتلهایی اعتراف می‌کرد که مرتکب نشده بود. برای لوکاس، این یک بازی بود، بازی‌ای که در آن پیروز شد.